# باري وونغ
باري وونغ (بالصينية: 黃炳耀,) هو كاتب سيناريو ومنتج أفلام وممثل صيني، ولد في 20 نوفمبر 1946 في واتشو في الصين، وتوفي في 16 أكتوبر 1991 في هونغ كونغ في الصين بسبب نوبة قلبية.

## وصلات خارجية
- باري وونغ على موقع IMDb (الإنجليزية)
- باري وونغ على موقع ألو سيني (الفرنسية)
- باري وونغ على موقع أول موفي (الإنجليزية)
- باري وونغ على موقع قاعدة بيانات الفيلم (الإنجليزية)